# Zariecznyj Czełutaj
Zariecznyj Czełutaj (ros. Заречный Челутай) – wieś w Rosji, w Kraju Zabajkalskim, w Agińskim Okręgu Buriackim, w rejonie agińskim. W 2021 liczyła 128 mieszkańców.